# Concordia (Honduras)
Concordia es un municipio del departamento de Olancho en la República de Honduras.

## Toponimia
Su nombre proviene del sentimiento armonioso entre sus vecinos en esa zona.

## Límites
| Orientación | Límite                                   |
| ----------- | ---------------------------------------- |
| Norte       | Municipio de Salamá, Olancho             |
| Sur         | Municipio de Campamento, Olancho         |
| Sur         | Municipio de Guaimaca, Francisco Morazán |
| Este        | Municipio de Juticalpa, Olancho          |
| Oeste       | Municipio de Guayape, Olancho            |
| Oeste       | Municipio de Guaimaca, Francisco Morazán |

La cabecera de este municipio está situada en una cañada regada por varias quebradas, a tres kilómetros del Río Guayape.

## Historia
En 1887, en el censo de población de 1887 era un Municipio que formaba parte del Distrito de Salamá.

## División Política
Aldeas: 11 (2013)
Caseríos: 70 (2013)
| Código | Aldea                       |
| ------ | --------------------------- |
| 150401 | Concordia                   |
| 150402 | Amaranguiles                |
| 150403 | El Portillo                 |
| 150404 | Juan Francisco              |
| 150405 | La Laguna                   |
| 150406 | Las Animas                  |
| 150407 | Lavaderos                   |
| 150408 | Pedernales                  |
| 150409 | Terreros Blancos            |
| 150410 | Villa de Fátima o El Tablón |
| 150411 | Villa Vieja                 |
| 150412 | Las Casitas                 |
| 150413 | Las Delicias                |